# Bustryk
Bustryk ist ein Dorf in der Landgemeinde Poronin im Powiat Tatrzański in der Woiwodschaft Kleinpolen im Süden Polens in der historischen Region Podhale. Es liegt westlich der Woiwodschaftsstraße Zakopianka. Das Dorf liegt im Gebirgszug der Pogórze Bukowińskie etwa vier Kilometer nordwestlich von Poronin und etwa sechs Kilometer nördlich von Zakopane.
Im Bereich Touristik bietet der Ort Wanderrouten und Skipisten. Es werden Schlittenfahrten von Gols aus organisiert.